# Журавка (станция)
Жура́вка — узловая железнодорожная станция Юго-Восточной железной дороги в селе Журавка Журавского сельского поселения Кантемировского района Воронежской области.

## Деятельность
На станции осуществляются:
- продажа пассажирских билетов;
- приём и выдача багажа;
- приём и выдача повагонных и мелких отправок (имеются подъездные пути).

## История
Здание станции построено в 1871 году.
На станции родился Гайдуков, Сергей Николаевич (1936—2008) — космонавт отряда космонавтов, подполковник авиации запаса.
С 1925 по 1927 годы на станции работал Герой Советского Союза Анатолий Голубов.

## Перспективы
Станция является конечным пунктом железнодорожной ветки Журавка — Боченково, построенной для обхода участков Юго-Восточной и Северо-Кавказской железных дорог, проходящих по территории Украины.
С мая 2015 года по 10 марта 2017 года производилась масштабная реконструкция станции. В ходе работ было произведено увеличение количества путей до 11, удлинение существующих путей. Также был произведён капитальный ремонт здания вокзала и построены новые платформы.